# Myiodola plagiaticollis
Myiodola plagiaticollis là một loài bọ cánh cứng trong họ Cerambycidae.